# گناهکاران (فیلم ۲۰۲۵)
گناهکاران (انگلیسی: Sinners) یک فیلم ترسناک آمریکایی محصول ۲۰۲۵ به کارگردانی، تهیه‌کنندگی مشترک و نویسندگی رایان کوگلر است. داستان این فیلم در سال ۱۹۳۲ در می‌سی‌سی‌پی دلتا می‌گذرد و مایکل بی. جردن نقش‌های دوگانهٔ برادران دوقلویی را بازی می‌کند که برای شروع دوباره به زادگاه خود بازمی‌گردند، اما با یک شریر ماوراءطبیعی روبه‌رو می‌شوند. دیگر بازیگران فیلم هیلی استاینفلد، مایلز کاتن، جک اوکانل، وونمی موساکو، جیمی لاسون، عمر بنسون میلر و دلروی لیندو هستند.
کوگلر ساخت این فیلم را از طریق شرکت سازنده خود Proximity Media تا ژانویه ۲۰۲۴ آغاز کرد؛ در آن زمان جردن به عنوان بازیگر انتخاب شد. برادران وارنر پیکچرز حقوق توزیع را در ماه بعد پس از یک جنگ پیشنهاد خرید به دست آورد و انتخاب بازیگران برای نقش‌های دیگر در ماه آوریل انجام شد. تصویربرداری اصلی از آوریل تا ژوئیه ۲۰۲۴ انجام شد.
گناهکاران در ۳ آوریل ۲۰۲۵ به نمایش درآمد و در ۱۸ آوریل در ایالات متحده توسط برادران وارنر پیکچرز اکران شد. این فیلم نقدهای بسیار مثبتی از سوی منتقدان دریافت کرد، و کارگردانی کوگلر و موسیقی ساخته‌شده توسط لودویگ گورانسون مورد تحسین قرار گرفت. تماشاگرانی که در نظرسنجی سینماسکور شرکت کردند به این فیلم نمره A دادند که بالاترین نمره در ۳۵ سال اخیر برای یک فیلم ترسناک است. این فیلم بیش از ۳۶۴ میلیون دلار در سراسر جهان فروخته و هشتمین فیلم پرفروش سال ۲۰۲۵ است.

## داستان
در سال ۱۹۳۲، دوقلوهای همسان و کهنه‌سربازان جنگ جهانی اول، «اسموک» و «استک مور»، پس از سال‌ها کار برای باند تبهکاری شیکاگو، به شهر کلارکزدیل در ایالت می‌سی‌سی‌پی بازمی‌گردند. آن‌ها با پولی که از گنگسترها دزدیده‌اند، یک کارخانه چوب‌بُری را از زمین‌دار نژادپرستی به‌نام هاگوود می‌خرند تا برای جامعهٔ سیاه‌پوست محلی یک مرکز موسیقی (جوک‌جوینت) راه‌اندازی کنند. پسرعمویشان «سَمی»، که آرزوی گیتاریست‌شدن دارد، به‌رغم هشدارهای پدر کشیشش «جدیدیا» که موسیقی بلوز را ماورایی و خطرناک می‌داند، به آن‌ها می‌پیوندد.
دوقلوها نوازنده پیانو «دلتا اسلیم» و خواننده‌ای به‌نام «پرلین» را به‌عنوان اجراکننده استخدام می‌کنند (که سمی به او دل می‌بازد)، «آنی» همسر جداشدهٔ اسموک را به‌عنوان آشپز، زن‌وشوهر چینی‌تبار محلی «گریس» و «بو چو» را برای تأمین کالا، و کارگر مزرعه‌ای به‌نام «کورن‌بِرِد» را به‌عنوان نگهبان به خدمت می‌گیرند. اسموک و آنی بر سر باورهای جادویی آنی بحث می‌کنند: آنی باور دارد آیین‌هایش باعث نجات دوقلوها شده، اما اسموک با تلخی یادآوری می‌کند که آن‌ها نتوانستند از مرگ دختر نوزادشان جلوگیری کنند. در همین حال، خون‌آشام مهاجر ایرلندی، «رِمیک»، که از شکارچیان خون‌آشام قوم چاکتا می‌گریزد، زوجی عضو کوکلاکس‌کلان را با خشونت به خون‌آشام تبدیل می‌کند.
در شب افتتاح مرکز موسیقی، اجرای سمی آن‌چنان پرشور است که ناآگاهانه ارواح گذشته و آینده را به گردهمایی جذب می‌کند. «رِمیک» و یاران خون‌آشامش از بیرون اجرا را می‌شنوند و در ازای پول و موسیقی، تقاضای ورود می‌کنند، اما دوقلوها به آن‌ها مشکوک شده و مخالفت می‌کنند. مری، دوست‌دختر سابق استک، به او یادآوری می‌کند که مرکز موسیقی به پول نیاز دارد و سپس بیرون با رِمیک دیدار می‌کند؛ او توسط رِمیک به خون‌آشام تبدیل می‌شود. مری به داخل بازمی‌گردد و استک را با نوشیدن خونش می‌کُشد. اسموک دخالت می‌کند و به مری شلیک می‌کند، اما زخم‌هایش فوراً التیام می‌یابند و او می‌گریزد. رِمیک نیز بیرون، کورن‌بِرِد را تبدیل می‌کند.
اسموک مرکز را زودتر تعطیل می‌کند؛ اما هنگامی‌که مشتریان و بو آن‌جا را ترک می‌کنند، هدف حملهٔ خون‌آشام‌ها قرار می‌گیرند. استک دوباره زنده می‌شود، اما پس از آن‌که آنی با آب‌نمک سیر‌شده او را دفع می‌کند، می‌گریزد. آنی که پی می‌برد مهاجمان خون‌آشام‌اند، دیگر بازماندگان را آگاه می‌کند: تنها نور خورشید، نقره یا سیخ چوبی می‌تواند خون‌آشام‌ها را بکشد؛ آن‌ها بدون دعوت نمی‌توانند وارد خانه شوند؛ و کشتن رِمیک نه نجات‌بخش و نه نابودگرِ خون‌آشام‌شدگان است. گرچه رِمیک خاطرات افراد تبدیل‌شده را دارد، شخصیت‌هایشان تا حدی باقی مانده است.
رِمیک که هنوز نمی‌تواند وارد مرکز شود، در ازای ترک آن‌جا، خواستار سمی می‌شود، چون می‌خواهد با موسیقی او ارواح جامعهٔ از‌دست‌رفته‌اش را احضار کند. او وسوسه می‌کند که خون‌آشام‌شدن یعنی جاودانگی، آزادی و رهایی از نژادپرستی؛ و هشدار می‌دهد که هاگوود، رهبر محلی کلان، قصد دارد تا صبحگاه به مرکز حمله کند. وقتی بازماندگان نمی‌پذیرند، رِمیک، گریس را با تهدید حمله به دخترش «لیسا» تحریک می‌کند؛ گریس از خشم، به خون‌آشام‌ها اجازه ورود می‌دهد تا دخترش در امان بماند.
در نبرد خونین بعدی، گریس، بو، دلتا اسلیم و آنی کشته می‌شوند. مری که از مرگ آنی آشفته است، می‌گریزد. اسموک، استک را شکست می‌دهد و رِمیک، پرلین را تبدیل کرده و با سمی در کنار رودخانه درگیر می‌شود. سمی گیتار نقره‌ای‌اش را بر سر رِمیک می‌کوبد، که باعث درد مشترک در بین خون‌آشام‌ها می‌شود. سپس اسموک می‌رسد و با سیخ چوبی، رِمیک را می‌کشد. با طلوع خورشید، رِمیک و پیروانش در نور می‌سوزند. اسموک پیش از آن‌که هاگوود و افرادش را بکشد، سمی را روانهٔ خانه می‌کند، اما خود در این راه کشته می‌شود. در واپسین لحظات، چشم‌اندازی از آنی و دخترشان را می‌بیند.
در همین حال، سمی، بی‌توجه به التماس‌های پدرش برای توبه و یافتن نجات، به شیکاگو می‌رود و به یک نوازندهٔ مشهور بلوز تبدیل می‌شود.
شصت سال بعد، پس از پایان اجرایی در باشگاه بلوزش، سمی با مری و استک روبه‌رو می‌شود که تغییری نکرده‌اند. استک فاش می‌کند که اسموک او را در مرکز نکشت به‌شرطی که سمی بتواند در آرامش زندگی کند. پس از آن‌که سمی پیشنهاد آن دو برای جاودانگی را رد می‌کند، برایشان می‌نوازد. هنگام رفتن، سمی اعتراف می‌کند که اگرچه هنوز کابوس آن شب با اوست، اما تا پیش از خشونت، آن روز بهترین روز زندگی‌اش بود. استک تأیید می‌کند، چراکه آن روز، آخرین باری بود که اسموک یا خورشید را دید، و تنها باری که واقعاً احساس آزادی کرد.

## بازیگران
- مایکل بی. جردن
- هیلی استاینفلد
- مایلز کاتن
- جک اوکانل
- وونمی موساکو
- جیمی لاسون
- عمر بنسون میلر
- دلروی لیندو

## ساخت
فیلمبرداری در ۱۴ آوریل ۲۰۲۴، در نیواورلئان آغاز شد. و در ۱۷ ژوئیه تمام شد. تولید این فیلم ۶۷ میلیون دلار در نیواورلئان هزینه داشت.

## بازخوردها
- در وب‌سایت جمع‌آوری نقد راتن تومیتوز از رای ۲۷۸ نقد منتقد، با میانگین امتیاز ۸٫۸ از ۱۰ مثبت است. اجماع وب‌سایت چنین می‌گوید: «تلفیقی غرش‌انگیز از داستان‌سرایی بصری استادانه و موسیقی نوک پا، اولین بلاک‌باستر اصلی نویسنده و کارگردان رایان کوگلر، دامنه کامل تخیل منحصربه‌فرد او را نشان می‌دهد».
- در متاکریتیک، که از میانگین وزنی استفاده می‌کند، بر اساس رای ۵۴ منتقد، امتیاز ۸۴ از ۱۰۰ را به فیلم اختصاص داد که نشان دهنده «تحسین جهانی» است.
- تماشاگرانی که توسط سینماسکور مورد نظرسنجی قرار گرفتند به فیلم نمره متوسط "A" را در مقیاس A+ تا F دادند (بالاترین نمره برای یک فیلم ترسناک در ۳۵ سال گذشته)، در حالی که آنهایی که توسط پست‌ترک مورد نظرسنجی قرار گرفتند، ۹۲٪ نمره کلی مثبت به آن دادند و ۸۴٪ گفتند که قطعاً فیلم را توصیه می‌کنند.